# Aú
Aú (também chamado de estrelinha) é o termo usado na capoeira para a estrela lateral. A finalidade do aú na capoeira inclui mobilidade, ataque e evasão. O aú tem semelhança com a bananeira (bananeira) na capoeira, mas difere por envolver uma rotação lateral do corpo com impulso energético.
Durante a inversão, existe o risco de receber uma cabeçada baixa, um chute frontal, ou outro tipo de ataque. Para prevenir isso, enfatiza-se a observação constante dos movimentos do oponente em vez de focar o olhar no chão.

## Origem
As posições invertidas típicas do engolo e da capoeira, incluindo a bananeira, o aú, o rabo de arraia e outras, acredita-se que tenham se originado do uso da bananeira por xamãs Bantu (nganga), que imitavam seus ancestrais — os quais, segundo a crença, caminhavam sobre as mãos no mundo espiritual.

## Finalidade
O aú é um recurso valioso para o capoeirista, especialmente quando enfrenta múltiplos atacantes, permitindo-lhe realizar saltos a partir de vários metros de distância.
Por meio do aú, é possível tanto se defender quanto atacar. Na capoeira, a roda pertence ao conjunto de movimentos inesperados que desorientam o oponente, quebram o equilíbrio e podem até abrir a guarda. A roda pode ser um movimento versátil tanto para o ataque quanto para a evasão. Técnicas invertidas, como o aú, ampliam a imprevisibilidade e as opções de movimentação do capoeirista.
Através do aú, iniciantes aprendem a manter o equilíbrio em movimento e de cabeça para baixo. Dominar a roda é um dos primeiros passos para ajudar o iniciante a lidar com situações embaraçosas de combate real, como escorregões, quedas ou agarramentos.

Esses movimentos invertidos também ensinam aos jogadores que a capoeira, como a vida, não é apenas sobre vencer e perder. A vida é cheia de batalhas e lutas, mas é igualmente importante aprender a dançar, ser poético, se divertir, ser imprevisível (nem sempre racional e objetivo) e abraçar um toque de loucura e caos para realmente saborear o melhor da vida e da capoeira.— Nestor Capoeira

## Chutes com aú

### Chute comaú(aú batido)
O chute com aú é encontrado no engolo, arte ancestral da capoeira. O engolo desenvolveu diversos chutes com aú como parte de seu repertório ofensivo. O nome da técnica nas línguas bantas é okusana omaulo-ese (usar parada de mão/aú para derrubar com chute).
Um dos braços serve de apoio para o corpo no ar, enquanto uma perna realiza um chute alto direcionado à cabeça ou ao tronco do oponente. O aú batido foi introduzido com sucesso nas artes marciais mistas por Anthony Pettis, que tem formação em capoeira.

### Aú batendo
O aú batendo é semelhante ao chute com aú (aú batido), mas é executado com as duas mãos no chão e envolve múltiplos chutes. A perna inicial levantada antes da execução do aú inicia o chute, enquanto a segunda perna se estende para trás para manter o equilíbrio diante do peso da perna frontal que chuta.
Geralmente, é direcionado para baixo, visando um oponente em posição de esquiva ou negativa. Como floreio, alguns jogadores apenas alternam rapidamente as pernas para frente e para trás enquanto estão em posição de bananeira.

### Helicóptero (helicóptero)

Chute helicóptero

O helicóptero é uma técnica de chute rápida e inesperada, essencialmente uma torção giratória a partir de um aú que impulsiona um chute enquanto o jogador está invertido. Esse chute helicóptero é um ataque enganoso. Inicialmente, parece que o jogador está se movendo em uma direção com o aú, mas devido à torção do corpo, ele chuta de volta na direção original.
Em um jogo amistoso de capoeira, a intenção não é atingir agressivamente, mas integrar esse movimento de forma fluida com as técnicas do oponente em curta distância.

### Aú chibata
O aú chibata é um chute com o calcanhar que aproveita o impulso de torção e giro do corpo, fazendo com que uma perna chicoteie para baixo em direção ao alvo com grande velocidade e força. A técnica pode ser executada lentamente e sob controle, resultando em uma negativa, ou pode ser feita com força e rapidez, terminando em uma posição quase ereta.
O aú chibata é um chute poderoso que pode ser perigoso se não for controlado. Frequentemente é usado como um movimento saltado e vistoso, ao invés de realmente atingir o oponente. Devido à sua força potencialmente violenta, raramente é apropriado para acertar alguém durante o jogo.
Para sair do movimento, o jogador pode transferir seu peso para a mão direita e continuar seu caminho rolando (rolé) para a direita.
Alguns autores se referem a este movimento como compasso.

## Movimentos de aú

### Aú fechado
O aú fechado é uma variação do aú tradicional. No aú fechado, as pernas são mantidas próximas ao corpo, em vez de estendidas para os lados. Isso torna o movimento mais compacto e defensivo, pois protege o peito e a cabeça de ataques. O aú fechado permite que o capoeirista se mova rapidamente ao redor da roda de capoeira, como um aú normal, mas deixa o jogador menos vulnerável a cabeçadas e outros ataques frontais. O aú compasso pode ser executado a partir de uma esquiva ou de muitos outros movimentos.
Há uma variação do aú fechado chamada aú compasso, em que as pernas são mantidas esticadas e direcionadas para baixo para proteger o corpo do jogador.

### Aú de cabeça
O aú de cabeça (também chamado de aú cabeça no chão) é um aú com a cabeça apoiada no chão. É eficaz para se mover e mudar de direção no solo. O jogador pode fazer a transição para esse movimento a partir de diferentes posições, por exemplo, do aú tradicional, da negativa lateral ou da moenda.

### Aú sem mão

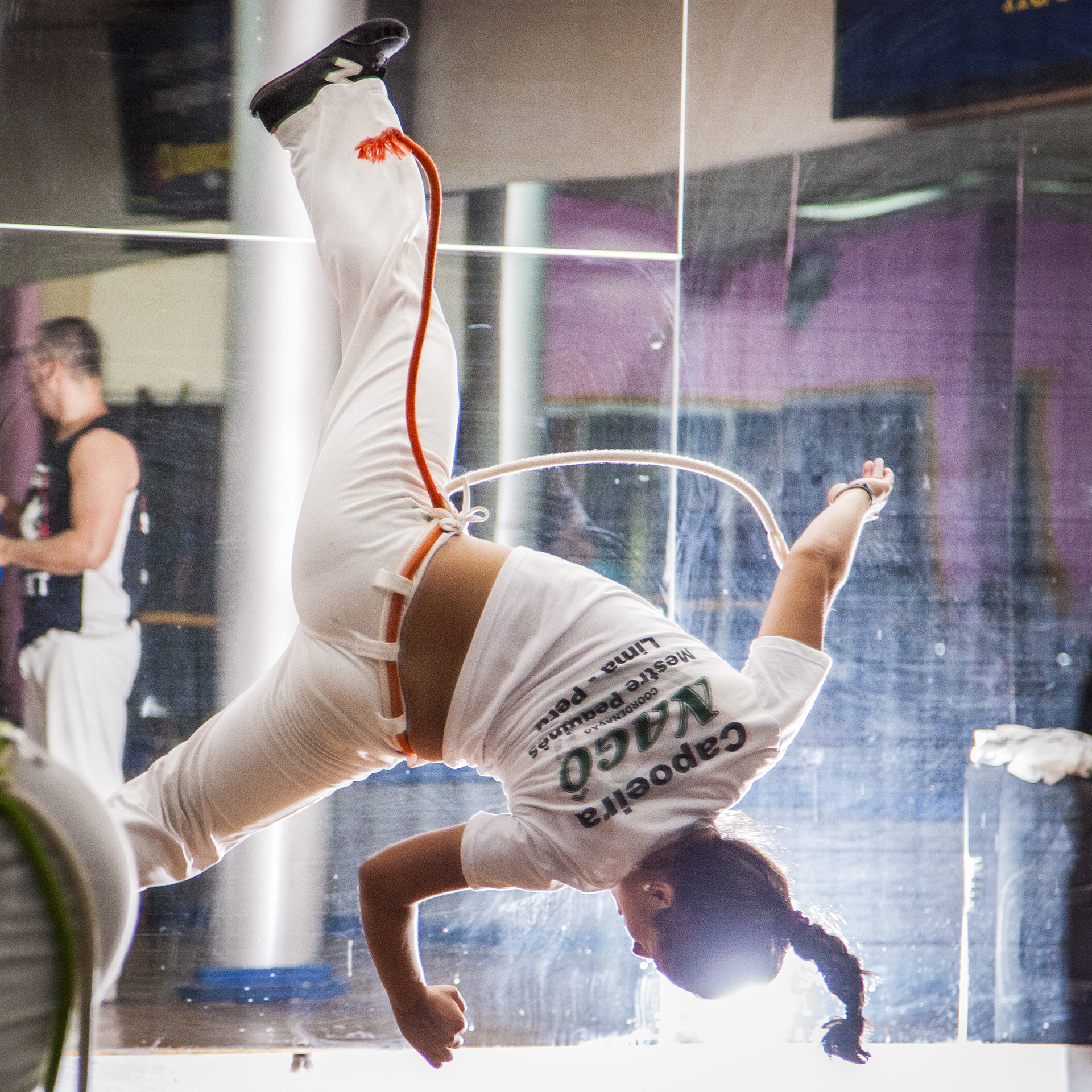
Aú sem mão na capoeira

Aú sem mão (aú sem usar as mãos) é o nome da cambalhota aérea na capoeira.
Esse movimento acrobático impressionante é usado exclusivamente para exibir habilidades e aumentar a empolgação no jogo. Sua vantagem está na execução voltada para a frente, permitindo que os jogadores o incorporem facilmente no jogo sem precisar de corrida. Alguns tradicionalistas criticam as acrobacias apenas para exibição, afirmando que elas têm pouca relevância para o núcleo do jogo de dentro.
Para executar esse movimento, deve-se balançar os braços e o tronco em um movimento em forma de U, usando a cintura como pivô. Esta é a fase da "descida". Após o movimento em U, a pessoa deve chutar a perna de trás para iniciar a rotação e empurrar a perna da frente para ganhar mais altura. Deve-se aproximar os braços para melhorar a rotação e manter as pernas o mais retas possível. O pouso deve ser feito na perna que lidera o movimento.